# Liste der Senatoren der Vereinigten Staaten aus Oregon
Die Liste der Senatoren der Vereinigten Staaten aus Oregon führt alle Personen auf, die jemals für diesen Bundesstaat dem US-Senat angehörten, nach den Senatsklassen sortiert. Dabei zeigt eine Klasse, wann dieser Senator wiedergewählt wird. Die Senatoren der class 2 wurden zuletzt im November 2020 wiedergewählt, die Wahlen der Senatoren der class 3 fanden im Jahr 2022 statt.

## Klasse 2

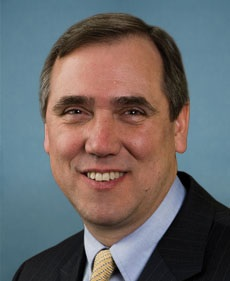
Jeff Merkley

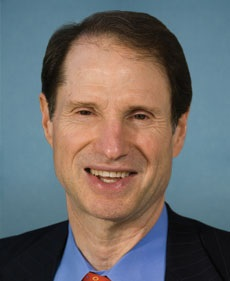
Ron Wyden

Oregon ist seit dem 14. Februar 1859 US-Bundesstaat und hatte bis heute 22 Senatoren der class 2 im Kongress; zwei von ihnen, Frederick Mulkey und Charles McNary, absolvierten zwei nicht aufeinander folgende Amtszeiten.
| Name                      | Amtszeit  | Partei       | Lebensdaten                         |
| ------------------------- | --------- | ------------ | ----------------------------------- |
| Delazon Smith             | 1859      | Demokrat     | 5. Oktober 1816–19. November 1860   |
| Edward Dickinson Baker    | 1860–1861 | Republikaner | 24. Februar 1811–21. Oktober 1861   |
| Benjamin Stark            | 1861–1862 | Demokrat     | 26. Juni 1820–10. Oktober 1898      |
| Benjamin Franklin Harding | 1862–1865 | Demokrat     | 4. Januar 1823–16. Juni 1899        |
| George Henry Williams     | 1865–1871 | Republikaner | 23. März 1823–4. April 1910         |
| James Kerr Kelly          | 1871–1877 | Demokrat     | 16. Februar 1819–15. September 1903 |
| La Fayette Grover         | 1877–1883 | Demokrat     | 29. November 1823–10. Mai 1911      |
| Joseph Norton Dolph       | 1883–1895 | Republikaner | 19. Oktober 1835–10. März 1897      |
| George Wycliffe McBride   | 1895–1901 | Republikaner | 13. März 1854–18. Juni 1911         |
| John Hipple Mitchell      | 1901–1905 | Republikaner | 22. Juni 1835–8. Dezember 1905      |
| John McDermeid Gearin     | 1905–1907 | Demokrat     | 15. August 1851–12. November 1930   |
| Frederick William Mulkey  | 1907      | Republikaner | 6. Januar 1874–5. Mai 1924          |
| Jonathan Bourne           | 1907–1913 | Republikaner | 23. Februar 1855–1. September 1940  |
| Harry Lane                | 1913–1917 | Demokrat     | 28. August 1855–23. Mai 1917        |
| Charles Linza McNary      | 1917–1918 | Republikaner | 12. Juni 1874–25. Februar 1944      |
| Frederick William Mulkey  | 1918      | Republikaner | 6. Januar 1874–5. Mai 1924          |
| Charles Linza McNary      | 1918–1944 | Republikaner | 12. Juni 1874–25. Februar 1944      |
| Guy F. Cordon             | 1944–1955 | Republikaner | 24. April 1890–8. Juni 1969         |
| Richard Lewis Neuberger   | 1955–1960 | Demokrat     | 26. Dezember 1912–9. März 1960      |
| Hall Stoner Lusk          | 1960      | Demokrat     | 21. September 1883–15. Mai 1983     |
| Maurine Brown Neuberger   | 1960–1967 | Demokrat     | 9. Januar 1907–22. Februar 2000     |
| Mark Odom Hatfield        | 1967–1997 | Republikaner | 12. Juli 1922–7. August 2011        |
| Gordon Harold Smith       | 1997–2009 | Republikaner | * 25. Mai 1952                      |
| Jeffrey Alan Merkley      | seit 2009 | Demokrat     | * 24. Oktober 1956                  |

## Klasse 3
Oregon stellte bis heute 16 Senatoren der class 3; zwei von ihnen, Henry Corbett und John Mitchell, absolvierten zwei nicht aufeinander folgende Amtszeiten.
| Name                     | Amtszeit  | Partei                | Lebensdaten                        |
| ------------------------ | --------- | --------------------- | ---------------------------------- |
| Joseph Lane              | 1859–1861 | Demokrat              | 14. Dezember 1801–19. April 1881   |
| James Willis Nesmith     | 1861–1867 | Demokrat              | 23. Juli 1820–17. Juni 1885        |
| Henry Winslow Corbett    | 1867–1873 | Republikaner          | 18. Februar 1827–31. März 1903     |
| John Hipple Mitchell     | 1873–1879 | Republikaner          | 22. Juni 1835–8. Dezember 1905     |
| James Harvey Slater      | 1879–1885 | Demokrat              | 28. Dezember 1826–28. Januar 1899  |
| John Hipple Mitchell     | 1885–1897 | Republikaner          | 22. Juni 1835–8. Dezember 1905     |
| Henry Winslow Corbett    | 1897–1898 | Republikaner          | 18. Februar 1827–31. März 1903     |
| Joseph Simon             | 1898–1903 | Republikaner          | 7. Februar 1851–14. Februar 1935   |
| Charles William Fulton   | 1903–1909 | Republikaner          | 24. August 1853–27. Januar 1918    |
| George Earle Chamberlain | 1909–1921 | Demokrat              | 1. Januar 1854–9. Juli 1928        |
| Robert Nelson Stanfield  | 1921–1927 | Republikaner          | 9. Juli 1877–13. April 1945        |
| Frederick Steiwer        | 1927–1938 | Republikaner          | 13. Oktober 1883–3. Februar 1939   |
| Alfred Evan Reames       | 1938      | Demokrat              | 5. Februar 1870–4. März 1943       |
| Alexander Grant Barry    | 1938–1939 | Republikaner          | 23. August 1892–28. Dezember 1952  |
| Rufus Cecil Holman       | 1939–1945 | Republikaner          | 14. Oktober 1877–27. November 1959 |
| Wayne Lyman Morse        | 1945–1969 | Republikaner/Demokrat | 20. Oktober 1900–22. Juli 1974     |
| Robert William Packwood  | 1969–1995 | Republikaner          | * 11. September 1932               |
| Ronald Lee Wyden         | seit 1995 | Demokrat              | * 3. Mai 1949                      |